# Barrio Nuevo de Ofra
Barrio Nuevo de Ofra es un área urbana del municipio de San Cristóbal de La Laguna, en la isla de Tenerife (Canarias, España). Constituye un sector de la entidad de población conocida como La Cuesta, localizada en la franja meridional del municipio.

## Demografía
No aparece como entidad independiente en los censos de población al ser englobado, junto a otros barrios, en La Cuesta.

## Transportes
- Tranvía de Tenerife:
  - Parada de Las Mantecas